# Lóknia (Bélgorod)
|  | Per a altres significats, vegeu «Lóknia». |

Lóknia - Локня (rus) - és un poble de l'óblast de Bélgorod, a Rússia. El 2010 tenia 105 habitants. Pertany al districte (raion) de Stroítel.